# Seconde ordonnance portant application de la loi sur les changements apportés aux noms de familles et aux prénoms
 (novembre 2017).
Si vous disposez d'ouvrages ou d'articles de référence ou si vous connaissez des sites web de qualité traitant du thème abordé ici, merci de compléter l'article en donnant les références utiles à sa vérifiabilité et en les liant à la section « Notes et références ».

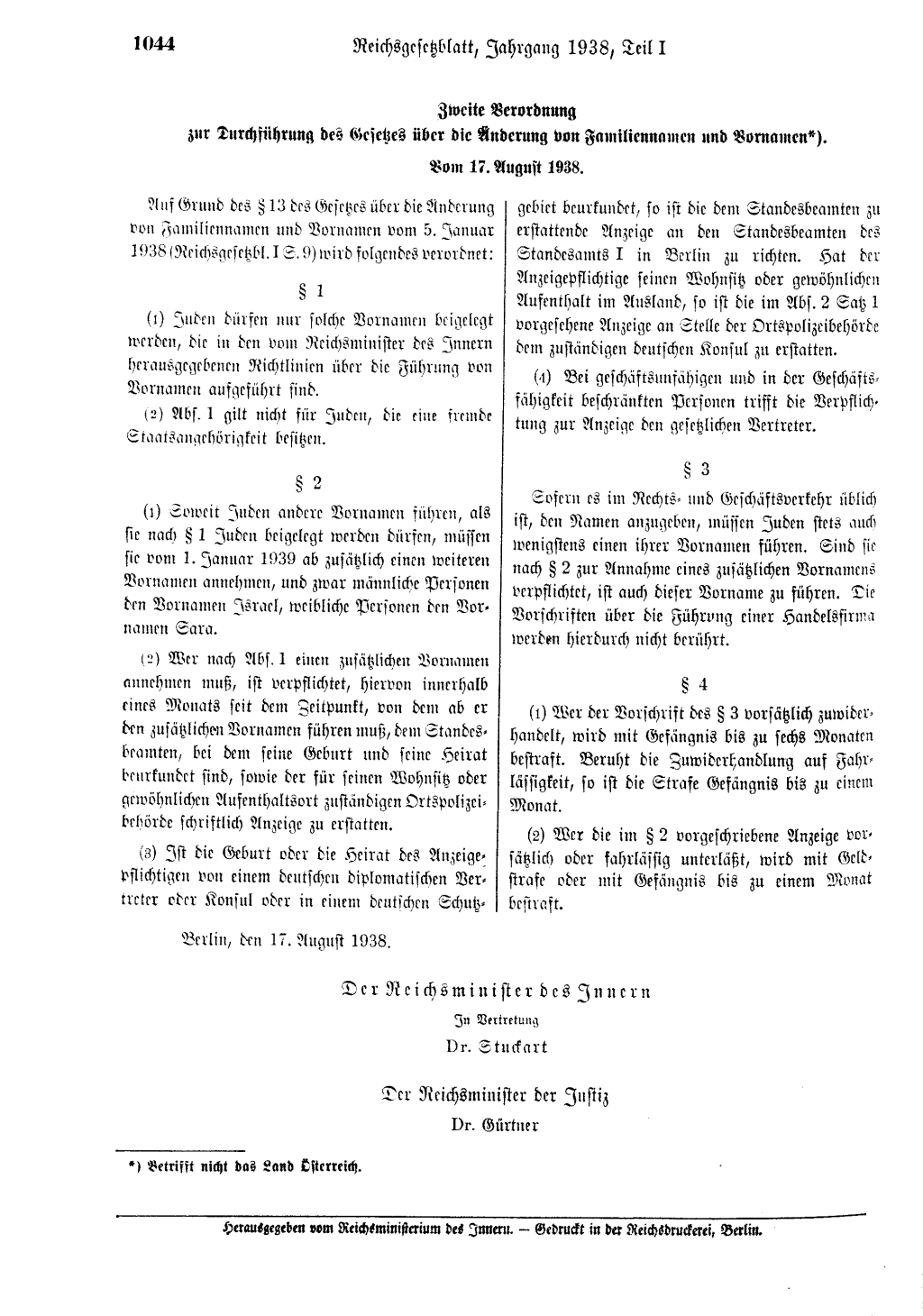
Corpus de l'ordonnance sur la modification des patronymes.

La seconde ordonnance sur la modification des patronymes et des prénoms (en allemand : Zweite Verordnung zur Durchführung des Gesetzes über die Änderung von Familiennamen und Vornamen ou Namensänderungsverordnung) du 17 août 1938 visait à imposer aux juifs l'octroi de prénoms typiques devant les différencier du reste de la population allemande. Ainsi, à moins qu'ils ne portassent de noms d'origine juive perçus comme tels ils étaient tenus de s'adjoindre le prénom Sara pour les femmes ou Israël pour les hommes. 
La loi sous-jacente sur le changement de noms et de prénoms et les décrets pris à cet effet ont été rédigés par le ministère de l'Intérieur du Reich et rédigés par Hans Globke. Ce règlement d'application était appelé à devenir la première tentative d'identification générale et externe des Juifs.

## Contenu
L'ordonnance du 17 août 1938 disposait que les personnes considérées comme juives au sens des lois raciales de 1935 et qui portaient un prénom ou un nom de famille de nature à les confondre avec des citoyens allemands étaient tenues de changer de prénom jusqu'au 31 janvier 1939 au bureau d'état civil compétent. 
Un registre des prénoms fut défini par le ministère de l'intérieur comme recensant l'ensemble des prénoms typiquement juifs. Les personnes portant les prénoms figurant au registre n'étant pas tenues de procéder au changement patronymique imposé par l'ordonnance. 
En outre, par cette réglementation, les juifs allemands étaient tenus de fournir au moins un prénom dans les transactions juridiques et commerciales qui les caractérisaient comme étant juifs. Les peines encourues pour les personnes manquant aux diligences pour le changement de leur état civil allaient d'un mois d'emprisonnement à six mois si le caractère intentionnel de l'absence de changement était caractérisé.
L'ordonnance s'appliquait par ailleurs aux juifs allemands vivant à l'étranger et entra en vigueur le 1er janvier 1939. Son application fut étendue le 24 janvier 1939 aux territoires des Sudètes et à l'Autriche récemment annexés.
Par ailleurs cette ordonnance interdisait aux personnes de sang allemand de porter ou d'attribuer un nom juif à leurs enfants.

## Abrogation
L'ordonnance du 17 août 1938 qui intégrait le corpus de la loi sur le changement patronymique du 5 janvier 1938 fut abrogée en même temps que l'ensemble de la législation national-socialiste par la Loi no 1 du conseil de contrôle allié portant abrogation du droit nazi promulguée le 20 septembre 1945.